# Cohors I Ituraeorum (Thracia)
Die Cohors I Ituraeorum [sagittariorum oder sagittaria] [milliaria] [equitata] (deutsch 1. Kohorte aus Ituräa [der Bogenschützen] [1000 Mann] [teilberitten]) war eine römische Auxiliareinheit. Sie ist durch Militärdiplome belegt.

## Namensbestandteile
- Ituraeorum: aus Ituräa. Die Soldaten der Kohorte wurden bei Aufstellung der Einheit auf dem Gebiet von Ituräa rekrutiert.

- sagittariorum oder sagittaria: der Bogenschützen.

- milliaria: 1000 Mann. Je nachdem, ob es sich um eine Infanterie-Kohorte (Cohors milliaria peditata) oder einen gemischten Verband aus Infanterie und Kavallerie (Cohors milliaria equitata) handelte, lag die Sollstärke der Einheit entweder bei 800 oder 1040 Mann.

- equitata: teilberitten. Die Einheit war ein gemischter Verband aus Infanterie und Kavallerie. Das Diplom von 88 enthält die Formulierung peditibus et equitibus qui militant in cohorte I milliaria Ituraeorum (Fußsoldaten und Reiter, die in der Kohorte dienen).

Die Einheit war eine Cohors milliaria equitata. Die Sollstärke der Einheit lag daher bei 1040 Mann, bestehend aus 10 Centurien Infanterie mit jeweils 80 Mann sowie 8 Turmae Kavallerie mit jeweils 30 Reitern.

## Geschichte
Die Kohorte war in den Provinzen Germania, Moesia, Thracia und Cappadocia (in dieser Reihenfolge) stationiert. Sie ist auf Militärdiplomen für die Jahre 88 bis 101 n. Chr. aufgeführt.
Die Einheit war vermutlich in der ersten Hälfte des 1. Jahrhunderts in Mogontiacum in der Provinz Germania stationiert. Die Kohorte wurde dann spätestens in der frühen Regierungszeit von Claudius (41–54) in die Provinz Moesia und kurze Zeit danach in die Provinz Thracia verlegt, wo sie bis in die Regierungszeit von Domitian (81–96) verblieb. Sie ist in Thracia durch ein Militärdiplom für das Jahr 88 belegt.
Vermutlich vor 94 wurde die Einheit in die Provinz Galatia et Cappadocia verlegt. Der erste Nachweis in dieser Provinz beruht auf einem Diplom, das auf 99 datiert ist. In einem weiteren Diplom, datiert auf 101, wird sie als Cohors I Ituraeorum milliaria aufgelistet. Möglicherweise wurde die Kohorte (oder eine Vexillation derselben) um 105/106 in die Provinz Dacia verlegt, um am zweiten Dakerkrieg Trajans teilzunehmen.
Die Kohorte war dann um 135 Teil der Streitkräfte, die Arrian für seinen Feldzug gegen die Alanen (ἔκταξις κατ᾽ Ἀλανῶν) mobilisierte. Arrian erwähnt an zwei Stellen seines Berichts eine Einheit, die er als οἱ Ἰτυραῖοι bezeichnet.

## Standorte
Standorte der Kohorte in Germania superior waren möglicherweise:
- Mogontiacum (Mainz): Grabsteine von Angehörigen einer Cohors I Ituraeorum wurden in Mainz gefunden.

## Angehörige der Kohorte

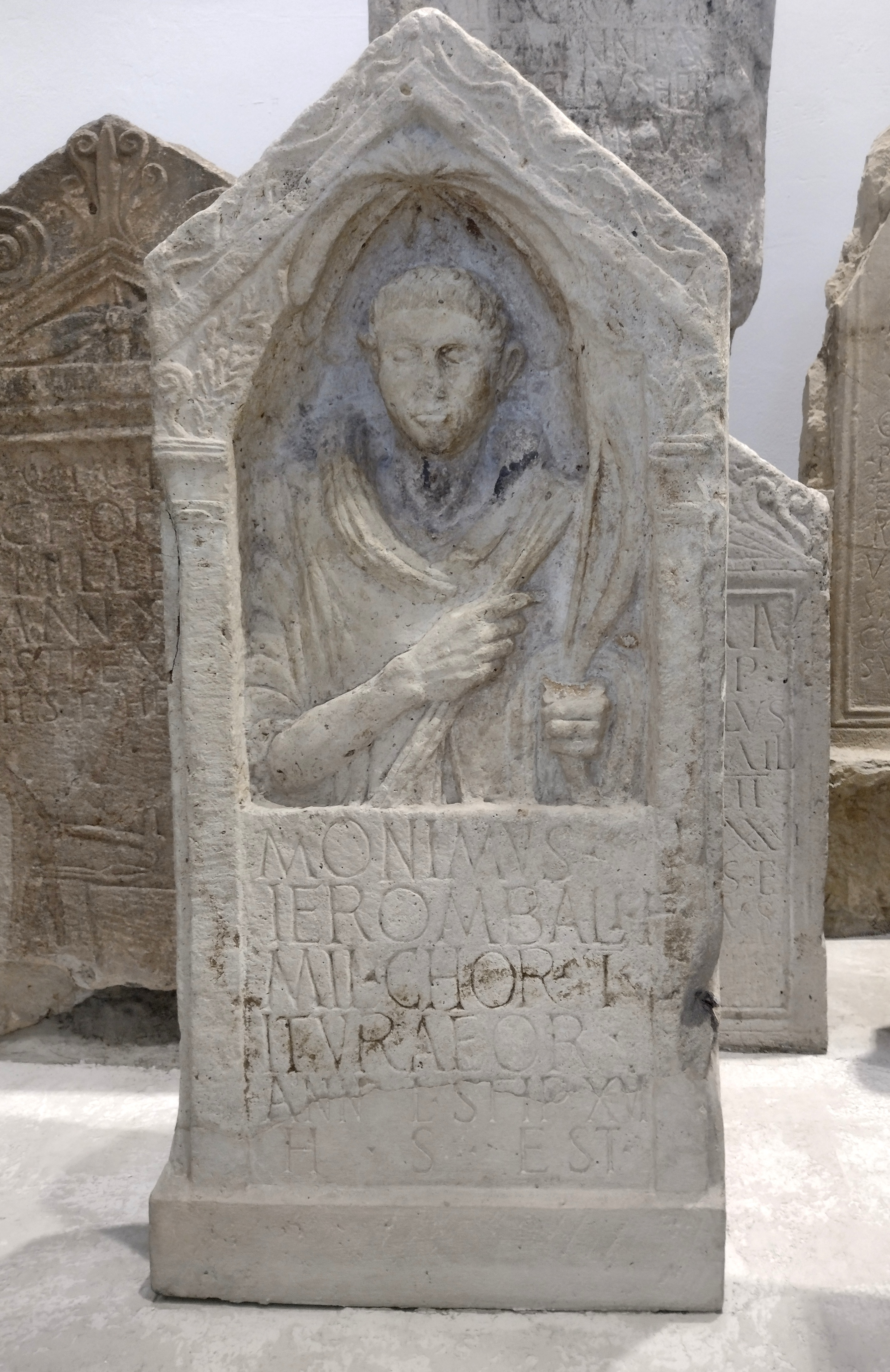
Grabstein des Bogenschützes Monimus, 1. Hälfte des 1. Jahrhunderts, gefunden in Mainz-Zahlbach, heute in der Steinhalle des Landesmuseums Mainz

Folgende Angehörige der Kohorte sind bekannt.
| - []orius (AE 1901, 86) - Caeus, ein Soldat (CIL 13, 7040) - Ca(ius) Vinicar(ius?) (CIL 13, 7043) - L(ucius) Vinicar(ius?) (ein Soldat?) (CIL 13, 7043) | - Molaecus, ein Soldat (AE 1978, 562) - Monimus, ein Soldat (CIL 13, 7041) - Sibbaeus, ein Tubicen (CIL 13, 7042) |

## Weitere Kohorten mit der BezeichnungCohors I Ituraeorum
Es gab noch 3 weitere Kohorten mit der Bezeichnung Cohors I Ituraeorum:
- Cohors I Augusta Ituraeorum: Sie ist durch Militärdiplome von 80 bis 179 belegt und war in den Provinzen Syria, Pannonia und Dacia stationiert.
- Cohors I Ituraeorum (Mauretania Tingitana): Sie ist durch Diplome von 104 bis 162/203 belegt und war in der Provinz Mauretania Tingitana stationiert.
- Cohors I Ituraeorum (Syria): Sie ist durch Diplome von 88 bis 110 belegt und war in den Provinzen Syria und Dacia stationiert.